# Richard Baawobr
Richard Kuuia Baawobr MAfr (ur. 21 czerwca 1959 w Tom-Zendagangn, zm. 27 listopada 2022 w Rzymie) – ghański duchowny katolicki, biskup Wa w latach 2016-2022, kardynał od 2022.

## Życiorys

### Prezbiterat
Święcenia kapłańskie przyjął 18 lipca 1987 w Zgromadzeniu Misjonarzy Afryki. Pracował w Demokratycznej Republice Konga (Livulu), w Tanzanii i we Francji. W 2004 został pierwszym asystentem generalnym zakonu, a w 2010 wybrano go na generała zgromadzenia. Po 2010 był też wicekanclerzem Papieskiego Instytutu Studiów Arabskich i Islamskich.

### Episkopat
17 lutego 2016 papież Franciszek mianował go biskupem ordynariuszem Wa. Sakry biskupiej udzielił mu 7 maja 2016 kardynał Peter Turkson. 29 maja 2022 podczas modlitwy Regina Coeli papież Franciszek ogłosił jego nominację kardynalską. Ze względu na stan zdrowia nie uczestniczył w konsystorzu 27 sierpnia 2022. Baawobr został kreowany kardynałem prezbiterem i otrzymał kościół tytularny Santa Maria Immacolata di Lourdes a Boccea w późniejszym czasie. 1 sierpnia 2022 został wybrany przewodniczącym Sympozjum Konferencji Episkopatów Afryki i Madagaskaru i pełnił tę funkcję do swojej śmierci.
Zmarł trzy miesiące po otrzymaniu biretu kardynalskiego, 27 listopada 2022 w Rzymie.